# Западный Коулун

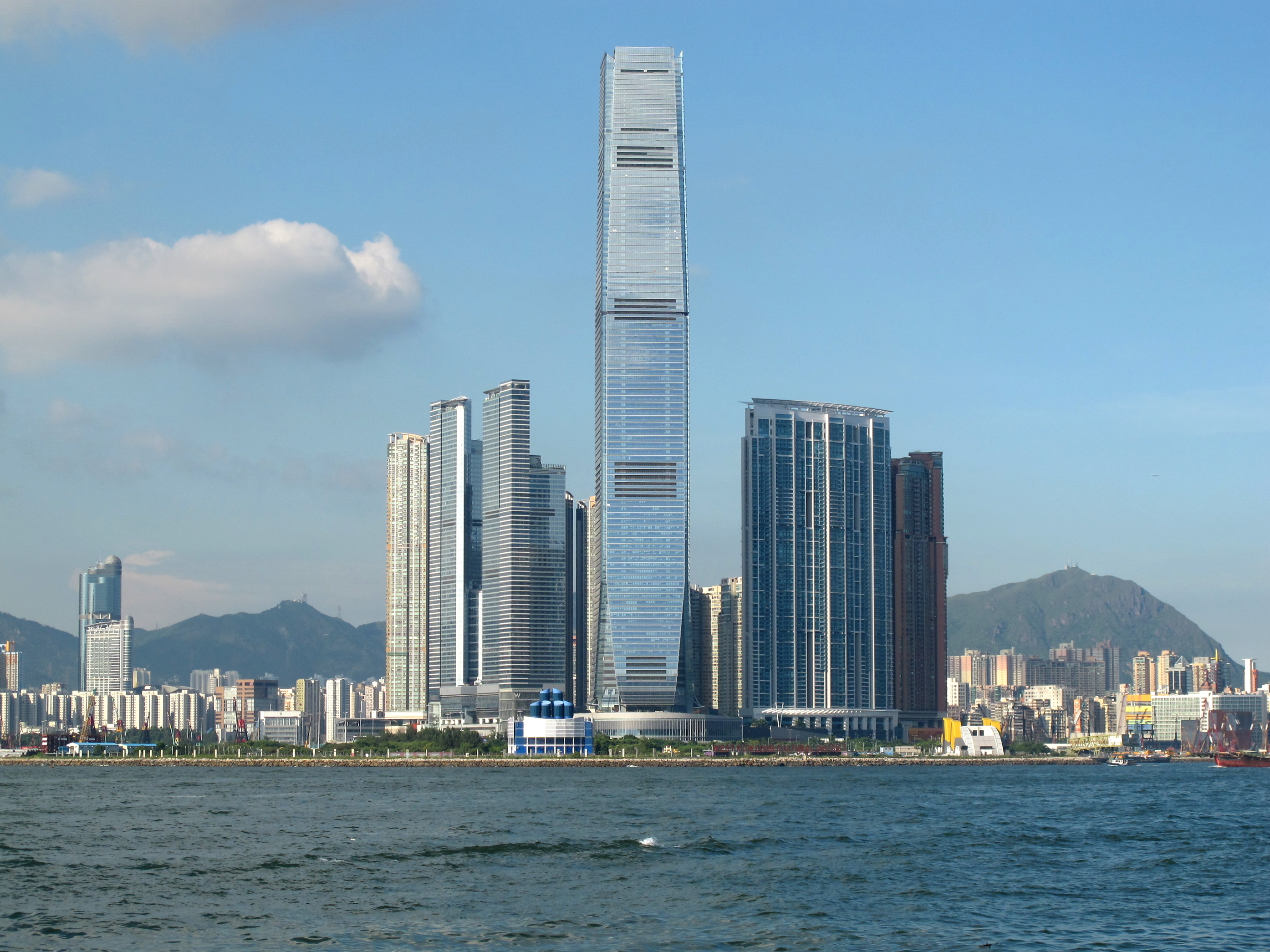
Западный Коулун

Западный Коулун (West Kowloon, 西九龍) — гонконгский район, входящий в состав округа Яучимвон. Практически полностью находится на землях, отвоёванных у моря в 1990-х годах. Главным архитектурным ориентиром Западного Коулуна является высотный многофункциональный комплекс Юнион-сквер.

## География

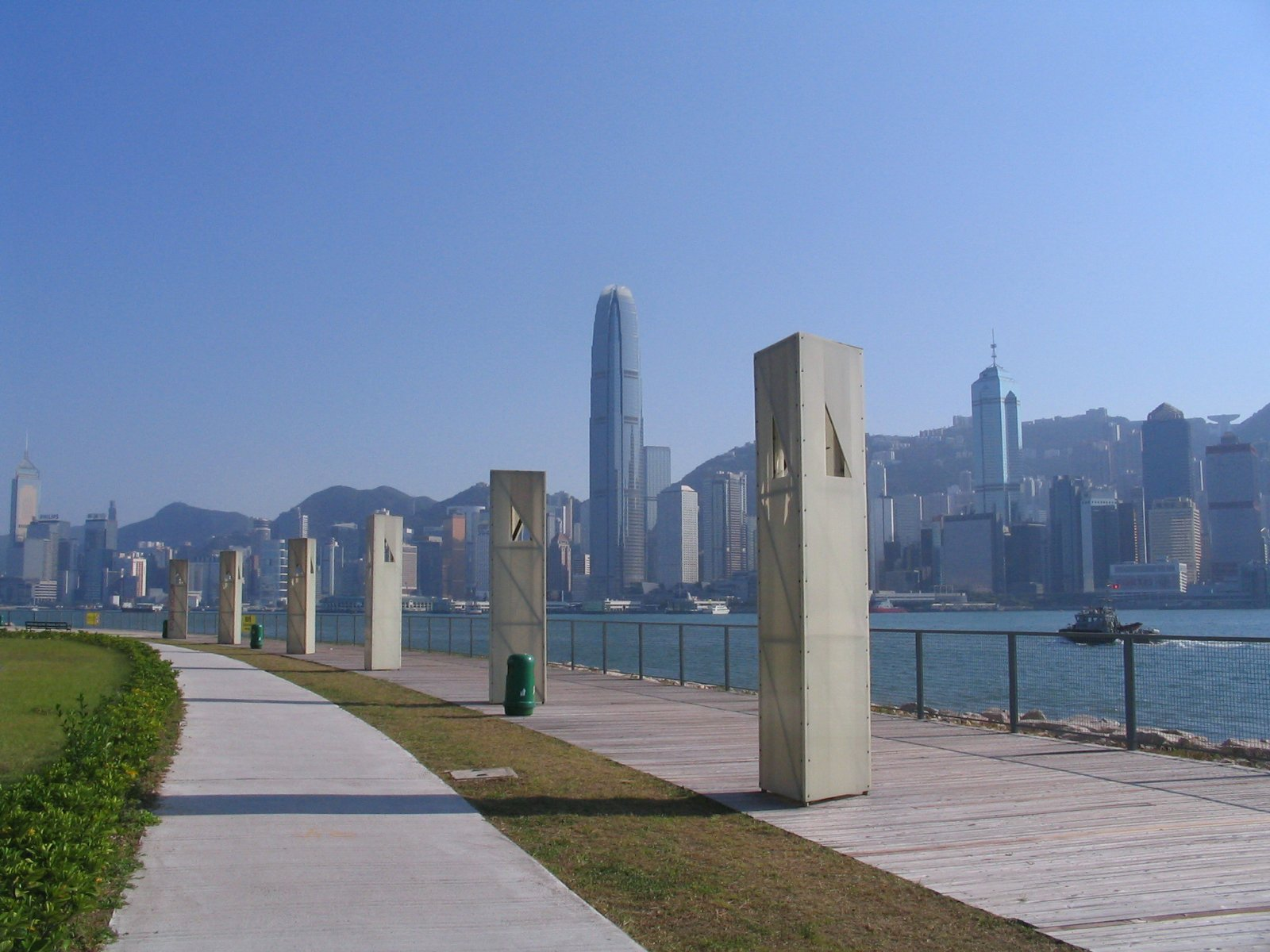
Променад

На востоке Западный Коулун граничит с районами Джордан и Яуматэй, на севере — с районом Тайкокчёй, с юга ограничен водами бухты Виктория, с запада — водами «убежища от тайфунов» Нью-Яуматэй.
В южной части района расположена открывшаяся в 2005 году набережная Западного Коулуна (West Kowloon Waterfront Promenade), где часто проводятся различные праздники и концерты. Также она популярна у туристов из-за открывающегося вида на побережье Гонконга.

## Экономика
В состав многофункционального комплекса Юнион-сквер входят торговый центр Elements, жилые комплексы Уотерфронт, Сорренто, Харборсайд и The Arch, отель W Hong Kong в одной из башен Куллинан, самый высокий в городе Международный коммерческий центр (часть его занимают офисы, часть — отель Ritz-Carlton), несколько кафе, ресторанов и отделений банков.
Также ведётся строительство ещё нескольких больших объектов коммерческой и культурной недвижимости, реализуемых крупнейшими застройщиками Гонконга.

## Транспорт

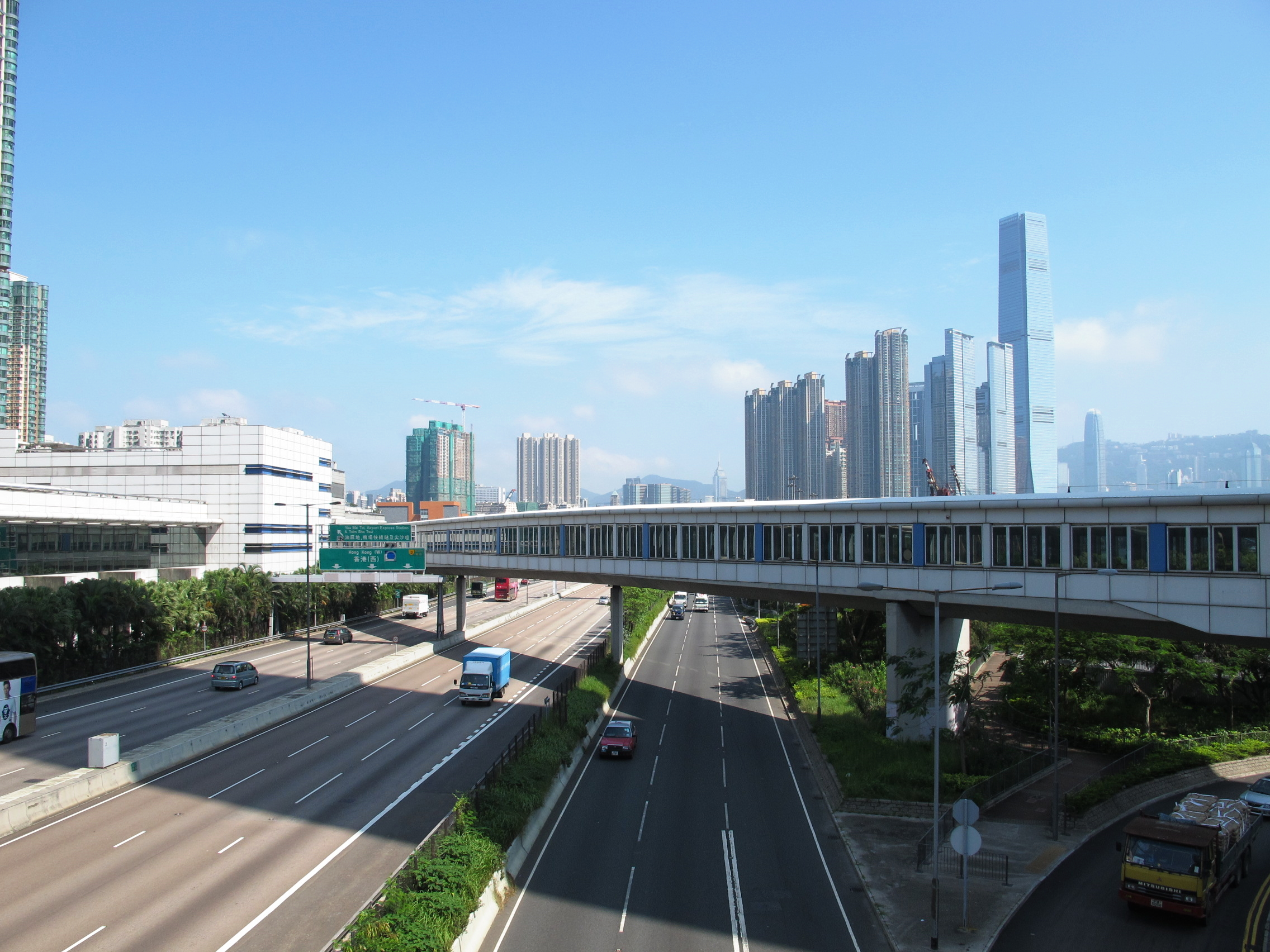
Автострада Вест-Коулун

Основными транспортными артериями района являются автострада Вест-Коулун, открытая в 1997 году, улицы Джордан-роуд и Остин-роуд. В районе расположено северное окончание подводного туннеля Вестерн-харбор-кроссинг, который соединяет Коулун с островом Гонконг.
Главным пассажирским узлом района является станция метро Коулун, открытая в 1998 году (пересадочный узел линий Тунчхун и Аэропорт-Экспресс).

## Административные функции
В Западном Коулуне расположена штаб-квартира Службы гражданской помощи (Civil Aid Service), которая помогает населению и правительственным органам в чрезвычайных ситуациях. Также в районе расположен учебный центр спасателей Гонконгского департамента пожарной охраны.

## Культура и образование
На территории района реализуется грандиозный проект — культурный округ Западного Коулуна (West Kowloon Cultural District), предусматривающий строительство музеев, выставочных залов, галерей, концертных залов и театров. Первым объектом проекта стал бамбуковый театр, впервые открытый в январе 2012 года.